# Actinella anaglyptica
Actinella anaglyptica là một loài ốc sống trên đất liền thuộc họ Hygromiidae. Loài này đặc hữu ở Bồ Đào Nha. Chúng đang bị đe dọa vì mất môi trường sống.